# チェウソン県
チェウソン県（チェウソンけん、ベトナム語：Huyện Triệu Sơn / 縣肇山?）は、ベトナム社会主義共和国タインホア省の県。面積は292km²、人口は230,200人（2018年）である。

## 行政区画
2市鎮32社を管轄する。